# Speidlerhaus
Das Speidlerhaus ist eines der ältesten Gebäude in Baienfurt im Landkreis Ravensburg im Süden Baden-Württembergs. Es ist nach dem dort ehemals ansässigen Strumpffabrikanten Franz Josef Speidler benannt.
Die heutige Hausadresse ist Waldseer Straße 4, 88255 Baienfurt. Der Zugang zum Veranstaltungssaal erfolgt über ein Treppenhaus mit Aufzug und WC-Anlagen im schmalen Mauerabteil, auch erkennbar durch die tiefer liegende Dachkante, in der linken Hälfte der Gebäudefront. Dort befindet sich eine vertikale Beflaggung und eine ins Mauerwerk integrierte Steintafel, die den Namen des Gebäudes trägt.

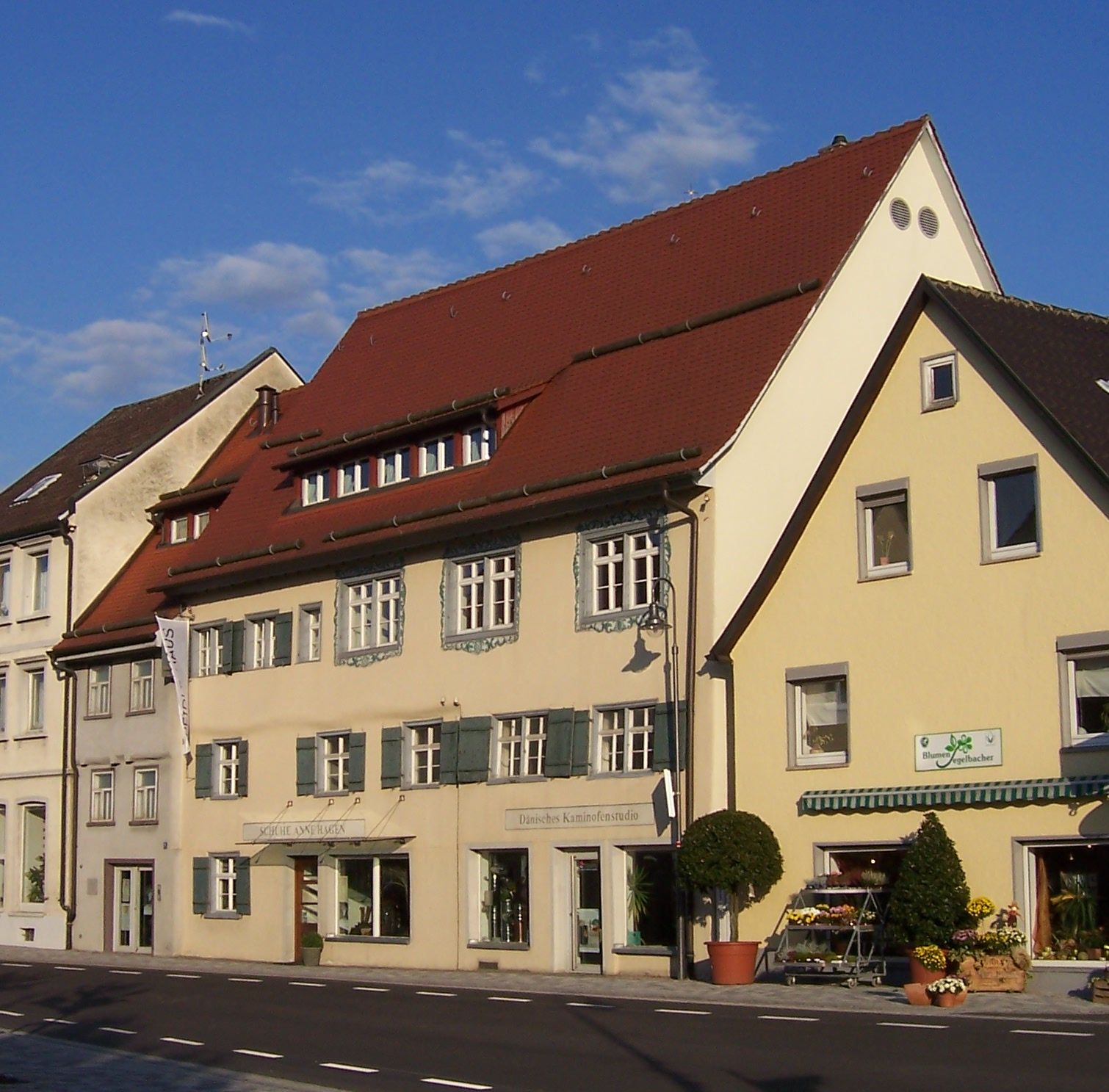
Speidlerhaus

## Geschichte
Das stattliche Gebäude ist in zwei Bauphasen entstanden. Der Gebäudekern kann auf eine Entstehungszeit um etwa 1673 datiert werden. Aus dieser Zeit sind nur noch Reste der massiven Umfassung im Erdgeschoss und der Fachwerkkonstruktion im Obergeschoss erhalten. In einer zweiten Bauphase um 1762 wurde der ältere Bau nach Norden hin verlängert und mit einem einheitlichen über diesen Unterbau hinweg gezogenen zweiten Obergeschoss und einem zugehörigen Dachwerk überbaut. Umfassende Baumaßnahmen an den Außenfronten im 19. Jahrhundert folgten, wobei der barocke Bauzustand von 1762 bis heute in hohem Maße erhalten geblieben ist.
Das Haus stellt durch seine städtisch anspruchsvolle Gliederung einen Sonderfall in der ländlich geprägten Umgebung dar.
In den Jahren 1998 und 1999 wurde das Gebäude grundlegend saniert und steht seither unter Denkmalschutz.
Das Gebäude wird vom Manufaktur Kulturverein Baienfurt e. V. als Veranstaltungsort für Kleinkunst in den Bereichen Musik, Theater und Kindertheater, Literatur und Kabarett benutzt.